# سنت‌اواس
سِنت او اِس یک توزیع لینوکس مبتنی بر ردهت انترپرایز لینوکس (به انگلیسی: redhat Enterprise) است که از طرف جامعهٔ کاربری حمایت و توسعه پیدا می‌کند. توسعه سنت‌اواس در دسامبر ۲۰۲۱ توسط شرکت ردهت خاتمه یافت. بنیان‌گذار سنت‌اواس، توزیع راکی لینوکس را به عنوان جایگزین اصلی سنت‌اواس ایجاد کرد. درحالی که توزیع در پایان سال ۲۰۲۱ متوقف شد، اما توسعه CentOS Stream ادامه دارد.
بر اساس بررسی وبگاه web technology surveys در سال ۲۰۱۱ سنت‌اواس با بیش از ۳۰ ٪ سرورهای لینوکس در رتبه اول بیشترین لینوکس استفاده شده برای وبگاه‌ها قرار گرفت، این بررسی در سال ۲۰۱۲ میلادی سنت‌اواس را با سقوطی یک درصدی و فاصله ناچیزی قبل از توزیع دبیان در مقام دومین توزیع محبوب برای سرورهای وب قرار می‌دهد.

## نامگذاری نسخه‌های مختلف توزیع‌های CentOS
شماره نسخه‌های توزیع‌های لینوکس CentOS پیش از انتشار توزیع ۷٫۰ از دو قسمت تشکیل می‌شود که یک بخش به شمارهٔ اصلی نسخهٔ توزیع و بخش دیگر به شمارهٔ جزئی نسخهٔ آن توزیع اشاره می‌کند که که متناظر با نسخه اصلی و مجموعه ای از به روز رسانی‌های توزیع لینوکسی Red Hat Enterprise می‌باشد. به عنوان مثال CentOS 6.5 بر اساس بسته‌های منبع RHEL 6 update 5 که با عنوان RHEL version 6.5 نیز شناخته می‌شود، ساخته شده‌است و اصطلاحاً گفته می‌شود که «انتشار نقطه ای» RHEL 6 است.
با انتشار نسخهٔ ۷٫۰ به شماره نسخهٔ توزیع‌های CentOs بخش سومی نیز افزوده شد که نشان دهندهٔ سال و ماه انتشار کد منبعی است که توزیع بر اساس آن ساخته شده‌است. به عنوان مثال، نسخه شماره ۷٫۰–۱۴۰۶ در عین اینکه تناظر این نسخه CentOS را به مجموعه بروزرسانی صفرم از توزیع RHEL 7 نشان می‌دهد، در همان حال عدد "۱۴۰۶" نشان می‌دهد که کد منبع این نسخه بر اساس آنچه از ماه ژوئن ۲۰۱۴ ارائه شده، بناشده است. استفاده از برچسب ماه و سال این امکان را به مخازن جدید و ناشران ابری می‌دهد که تصاویر نصبی (ایمیج‌های) این توزیع‌ها را بر اساس تاریخ انتشار ارائه دهند (به عنوان مثال از تاریخ ژوئیه ۲۰۱۴) و در همان حال ارتباط آن را با نسخهٔ آزمایشی مربوط حفظ کنند.
از نیمه سال ۲۰۰۶ و همزمان با انتشار RHEL 4.4 که پیش از این با نام Red Hat Enterprise Linux 4.0 update 4 خوانده می‌شد، شرکت Red Hat نیز شیوهٔ نامگذاری نسخه‌های  انتشاری خود را مشابه آنچه توسط توزیع CentOS نامگذاری می‌شد، تغییر داد (به عنوان مثال RHEL 4.5 یا RHEL 6.5)

## انتشارات CentOS
در ۲۴ سپتامبر سال ۲۰۱۹ نسخه 8 CentOS به‌صورت رسمی منتشر شد.

### اطلاعات آخرین انتشارات

#### CentOS نسخه ۸
| CentOS نسخه | معماری | RHEL پایه | کرنل      | CentOS تاریخ انتشار | RHEL تاریخ انتشار | تأخیر (روز) |
| ----------- | ------ | --------- | --------- | ------------------- | ----------------- | ----------- |
| 8.0-1905    | x86-64 | ۸٫۰       | ۴٫۱۸٫۰–۸۰ | ۲۴ سپتامبر ۲۰۱۹     | ۷ مه ۲۰۱۹         | ۱۴۰         |